# Dario Chistolini
Dario Chistolini, född 14 september 1988, är en Sydafrikafödd Italiensk rugby unionspelare från. Hans nuvarande lag är Zebre Rugby.
Chistolini gjorde in debut för Italien som avbytare i en match de förlorade mot Samoa 15-0 den 14 juni 2014.